# 母を恋はずや
『母を恋はずや』（ははをこわずや）は、1934年（昭和9年）5月11日公開の日本映画である。松竹キネマ製作・配給。監督は小津安二郎。モノクロ、スタンダード、サイレント、全9巻、現存73分。
裕福な家の没落をテーマに、継母と継子の微妙な心理を描いた作品。小津は異母兄弟という複雑な設定にしてしまったので散漫になってしまったと述べている。また本作撮影中に本作同様小津の父が亡くなっている。初回興行は帝国館。

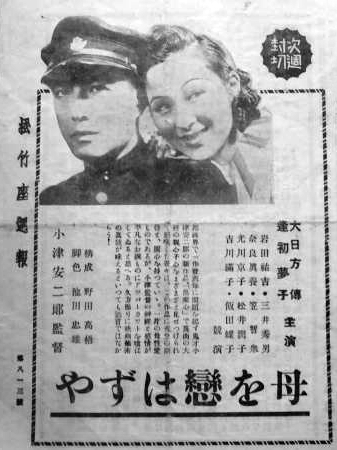
チラシ

フィルムは現存するが、最初と最後の第9巻が失われている不完全バージョンである（父親の死後から始まり、貞夫が掃除婦に説得される途中で終わる）。
2013年に発売されたDVDボックス「小津安二郎 名作セレクションV」に収録されている。

## あらすじ

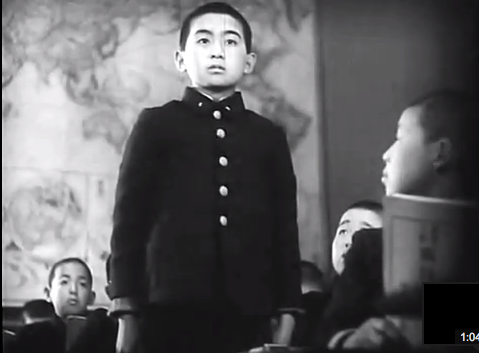
中央:加藤清一

金持ちの梶原家は朝食の時にピクニックの計画を立てたが、二人の息子が小学校に行っている間に父親が倒れて亡くなる。8年後、彼らは郊外の借家に引越しをしていた。大学生になった長男の貞夫は自分が実際には父の最初の妻の子供であり、実母と思っていた母の千恵子が継母であることを知り、今まで秘密にされていたことに対して母を責める。千恵子は実子である次男と分け隔てなく育ててきたつもりであり、彼を家族の一員だと思わせるために出生の秘密を知らせなかったと詫びるが、彼は納得しない。父の友人がとりなし、貞夫は思い直して母に謝罪する。
ある日、貞夫はチャブ屋に入り浸っている学友を連れ戻しに行き、支払いを肩代わりするために母から金を借りるが、次男の幸作から、実は家計が厳しく、母から節約を強いられたことを聞く。また、母が父親のくたびれた古着を幸作に着させようとしていることを知り、母親が幸作には打ち解けているのに自分には気を遣い特別扱いにしていると感じ、再び母を責める。母が泣いているのを見た幸作は詳しい事情を知らないまま、母を泣かせた貞夫を責め立てる。貞夫はあえて幸作に暴言を吐いて家を出る。貞夫の本心を知る母は、兄の態度に怒る幸作に事の次第をすべて打ち明ける。
家を出た貞夫はチャブ屋に滞在している。心配した千恵子が訪ねてくるが、貞夫は自分は一人が性に合っているのだと嘯き、母を追い返す。肩を落として帰る母親の後ろ姿を窓から見送る貞夫の部屋に、ちょうど掃除婦が入ってくる。母と同世代の掃除婦の発した言葉に心を動かされた貞夫は、家に戻り親子３人は和解する。3年後、彼らはさらに粗末な家に移るが幸せな気分であった。

## スタッフ
- 監督：小津安二郎
- 構成：野田高梧
- 原作：小宮周太郎（小津安二郎）
- 脚色：池田忠雄
- 脚色補助：荒田正雄
- 撮影：青木勇

## キャスト
- 父梶原氏：岩田祐吉（現存するフィルムには登場せず）
- 母千恵子：吉川満子
- 長男貞夫：大日方伝
- その少年時代：加藤清一
- 次男幸作：三井秀男
- その少年時代：野村秋生
- 岡崎氏：奈良真養
- その夫人：青木しのぶ
- ベーカリーの娘和子：光川京子
- 服部：笠智衆
- 光子：逢初夢子
- らん子（蘭子）：松井潤子
- チャブ屋の掃除婦：飯田蝶子